# Nabutiv, Korsun-Șevcenkivskîi
Nabutiv (în ucraineană Набутів) este un sat în comuna Neterebka din raionul Korsun-Șevcenkivskîi, regiunea Cerkasî, Ucraina.

## Demografie
Componența lingvistică a localității Nabutiv
     Ucraineană (97,26%)
     Rusă (2,74%)
Conform recensământului din 2001, majoritatea populației localității Nabutiv era vorbitoare de ucraineană (97,26%), existând în minoritate și vorbitori de rusă (2,74%).